# Mikroskop polowy
Mikroskop polowy / projektor elektronowy (ang. field emission microscope) – najprostsza forma emisyjnego mikroskopu elektronowego. W mikroskopie tym silne pole elektryczne jest wykorzystane do emisji polowej i uzyskania obrazu. Pierwszy projektor zbudował w 1936 roku fizyk niemiecki Erwin Müller.

## Budowa
Umieszczona w próżni katoda w postaci ostrza o bardzo małym promieniu krzywizny lub  kryształu umieszczonego narożnikiem umieszczona jest w szklanej kolbie stożkowej, której dno pokryte jest luminoforem. Anodę stanowi pokryta materiałem przewodzącym powierzchnia boczna kolby lub pierścień z metalu umieszczony na drodze katoda – ekran. Przyłożenie napięcia rzędu kilkudziesięciu tysięcy woltów między katodę a anodę wywołuje natężenie pola w pobliżu ostrza rzędu milionów woltów na metr co wywołuje emisję polową z katody. Emitowane elektrony przyspieszane przyłożonym polem rozbiegają się promieniście tworząc obraz ostrza katody.
Mikroskop stosuje się do badania emisji polowej, obserwacji kryształów, ich wad, adsorpcji i ruchu adsorbowanych atomów na ostrzach.
Mikroskopy te zapoczątkowały konstrukcje innych mikroskopów elektronowych.